# Битка код Кадисије
Битка код ел Кадисије (арапски: معركة القادسيّة‎; романизовано Maʻrakatu al-Qādisiyyah; алтернативни изговор: Кaдисијја, Кадисијјaх, Кадисија, Гхaдeсијe), вођена 636. године, била је пресудна битка између арапске муслиманске војске и војске Сасанидског царства током првог периода муслиманских освајања.
Иако је опис ове битке имао важно место у исламској историографији, велики део материјала има мало историјске вредности. Битка се одиграла неизвесног датума у малом пограничном граду Кадисији. Главнину сасанидске војске је предводио истакнути војни и политички племић Ростам Фарохзад, који је умро под неразјашњеним околностима, што је изазвало потпуно расуло у сасанидској војсци и довело до победе муслиманских Арапа.
Ова муслиманска победа била је кључна за освајање Асорестана (Ирак), а уследила су велика ангажовања током битака код Џалуле и Нахаванда. Битка је такође представљала наводни савез цара Јездигерда III са византијским царем Ираклијем, који је удао своју унуку Менјан за Јездигерда као симбол савеза.

## Позадина
Током живота Мухамеда, Сасанидским царством је владао Хозроје II. Византијско-сасанидски рат 602–628. почео је тако што је сасанидски цар Хозроје покушао да се освети за смрт свог савезника, византијског цара Маврикија, који је био убијен од стране претендента на престо, цара Фоке. Сасанидска војска је извршила инвазију и том приликом заузела Сирију, Египат и Анадолију заробивши том приликом Часни крст који је триумфално однет.
Цар Ираклије је на престолу наследио свог претходника цара Фоку 610. године и повео Византијце у ослобађање окупираних територија, које је успешно спроведено у дело чиме су повраћене територије које су претходно освојили Сасаниди. Победио је малу персијску војску у завршној бици за Ниниву и напредовао ка Ктесифону. Након успешног државног удара једног од Хозројевих синова, Кавада II, нови владар је наредио погубљење свог оца заједно са свом браћом и полубраћом, укључујући и Марданшаха, омиљеног сина Хозроја II, који је био наследник сасанидског престола. Следећи потез Кавада био је склапање мира са Византијцима и враћање свих заузетих територија.
У исто време Турци су напали север Персије великом војском. Ираклије је затим наредио да се његове војске повуку након што је са Кавадом потписан споразум. Према споразуму, Часни крст је био враћен Ирклију, а све византијска територија коју су Персијци заузели биле су враћене.

## Унутрашњи сукоби око насеђа престола
Хозројe II је убијен 628. године у својој палати од стране властитог сина. Притом је Кавад II поред оца погубио и 18-торо своје баће и започео преговоре са Ираклијем, али се убрзо разболео и преминуо након што се заразио кугом свега неколико месеци од као је дошао на власт. Тако је започео грађански рат. Ардашир III (око 621–630), син Кавада II, постављен је на престо у доби од седам година, али га је 18 месеци касније погубио његов генерал Фарохан, зван Шахрбараз, његово име је значило "Вепра Царства". Шахбараз се прогласио за владара а затим је преотео Дамаск и Јерусалим од Византијског царства 613. и 614. године. 
Дана 9. јуна 629. године, Шахрбараз је убијен током инвазије на Јерменију од стране снага Хазар-Гоктурка који се налазио под Чорпаном Тарханом. На престолу га је наследила Боран, ћерка Хозроја II. Била је 26. суверени монарх Персије, владавши од 17. јуна 629. до 16. јуна 630. године и била је једна од само две жене која је седела на сасанидском престолу, а друга је била њена сестра Азармидохт. У претежној мери захваљујући споразуму са Јездигердом III постала је царица регент.
Боран је покушала да врати стабилност царству спровођењем правде, обнављањем инфраструктуре, снижавањем пореза, ковањем новца и мировним споразумом са Византијским царством. Такође је именовала Ростама Фарохзада за главног заповедника персијске војске.
Боран је у великој мери била неуспешана у враћању моћи централној власти, међутим, због тога што је држава значајно била ослабљена грађанским ратовима, и убрзо након тога се повукла са власти или је убијена. Заменила ју је сестра Азармидохт, коју је затим заменио Хормизд VI, племић са перзијског двора.
Након пет година унутрашњих борби за власт, Јездигерд III, унук Хозроја II, постао је цар у доби од осам година. Прави стубови персијске државе били су генерали Ростам Фарохзад и Пируз Хозроје (такође познат као Пирузан). Међу њима двојцом је долазило до међусобних трвења, мада ј овај сукоб био гурнут у страну под притиском осталих дворана.
Крунисањем Јездигерда III удахнут је нови живот Сасанидском царству.

## Успон Калифата и инвазија на Ирак
Након Мухамедове смрти, Ебу Бекр је кроз Ратове Риде успоставио контролу над Арабијом, а затим покренуо походе против преосталих Арапа из Сирије и Палестине. Покренуо је ланац догађаја којима ће за неколико деценија бити створено једно од највећих царстава које је свет икада видео.На тај начин он је покренуо рађање Исламског царства које се нашло на путу који је водио у судар са Византијским и Сасанидским царством, двема тадашњим суперсилама. Ратови су убрзо постали питање освајања која су на крају резултирала распадом Сасанидског царства и анексијом свих јужних и источних територија Византијског царства. Да би осигурао победу, Абу Бакар је одлучио да војску којом ће нападати буде сачињена од добровољаца и предвођена од стране његовог најбољег генерала, Халида ибн Валида. Халид је извојевао брзе победе у четири узастопне битке: Бици ланаца вођене у априлу 633. год; Бици на реци, вођеној треће недеље у априлу 633. год; Бици код Валаџе, вођеној у мају 633. год; за којом је уследила и одлучујућа Битка код Улаиса, која је била вођена средином маја 633. год. До сада персијско царство је настављало борбу, али је последње недеље маја 633. год, престони град Ирака, Ал-Хира, пала је муслиманима у руке након битке код Хире. Након тога, опсада Ал Анбар која се одиграла од Јуна до Јула 633. год. проузроковала је предају града након снажног отпора нападачима. Халид се онда померио право према југу и покорио град Еин ул Тамар након битке код Ајн Тамра у току последње недеље јула месеца 633. год. У новембру 633. год, када је Хлид успешно одбио персијски контра напад. Током децембра 633. год. муслиманске снаге су успеле да стигну до ивица града Фираза, где је Халид поразио комбиноване сасанидску, византијску и војску Арапских хришћана у бици код Фираза.Ово је била последња битка похода на Ирак. 

У то време, са изузетком Ктесифона, Халид је заузео цео Ирак. Међутим, околности су се промениле на западном фронту. Византијска војска је убрзо дошла у директан сукоб у Сирији и Палестини, а Халид је послат са половином своје војске да се позабави овим новонасталом ситуацијом. Убрзо након тога, калиф Ебу Бекр је преминуо у августу 634. године, а наследио га је калиф Омар ибн ел Хатаб. Муслиманске снаге у Ираку биле су премале да би контролисале регион и тиме доводиле у опасност даљу контролу над овим значајним подручјем. Након разорне инвазије Халида, Персијанцима је требало времена да се опораве; политичка нестабилност је била на врхунцу у самом Ктесифону. Након што су се Персијци опоравили, концентрирали су више трупа и покренули контранапад. Ел Мутана ибн Харита, који је сада био врховни командант муслиманских снага у Ираку, повукао је своје трупе назад са свих положаја предстража и евакуисао Ал-Хиру. Потом се повукао у регион у близини Арабјске пустиње. У међувремену, Омар је послао појачање из Медине под командом Абу Убајде. Појачања су стигла до Ирака у октобру 634. године, а Абу Убајда је преузео команду над војском и победио Сасаниде у бици за Намарак код данашње Куфе. Потом је у бици код Каскара поновно заузео Хиру.
Персијанци су покренули још један контранапад и поразили муслимане у бици код моста, у којој је убијен Абу Убајда, а муслимани су претрпели велике губитке. Тада је Мутана преузео команду над војском и повукао остатак својих снага, око 3000 јаких ратника, широм Еуфрата. Персијски заповедник Бахман (познат и као Ду ел Хаџиб) био је намеран да отера муслимане са персијског тла, али је био суздржан у потрази за пораженим муслиманима, након што га је Рустум позвао у Ктесифон да помогне у гушењу побуне против њега. Мутана се повукао близу границе са Арабијом и позвао појачања. Након што је добио довољно појачања, поново је ушао у сукоб и улогорио се западној обали Еуфрата, где га је персијска војска пресрела и била поражена.

## Персијски контра напад
Након што је Халид напустио Ирак због Сирије, Сувад, плодно подручје између Еуфрата и Тигра, остало је нестабилно. Некада су га окупирали Персијци, а понекад и Муслимани. Та се борба „мило-за-драго“ наставила све док цар Јездигерд III није учврстио своју власт и затражио савез са Ираклијем 635. године, покушавајући да се припреми за општи контранапад. Ираклије је удао своју ћерку за Јездигерда III, у складу са римском традицијом како би закључио савез. Ираклије се затим припремио за велику офанзиву на Леванту. У међувремену, Јездигерд је наредио концентрацију огромних војски да би се Ирак заувек повратио. То је требало да буде добро координиран напад оба цара како би уништили моћ свог заједничког непријатеља, калифа Омара.
Када је Ираклије покренуо своју офанзиву у мају 636. године, Јездигерд се није могао на време ускладити са његовим потезима, тако да план није спроведен онако како је било планирано. У међувремену, Омар је наводно имао сазнања о овом савезу и смислио свој план како да му се супротстави. Желео је да прво заврши са Византијцима, а касније да се засебно позабави Персијанцима. Сходно томе, послао је 6000 војника као појачање својој војсци на Јармуку који су били окренути византијској војсци. Истовремено, Омар је заокупио Јаздигерда III, наредивши Саду ибн Аби Вакасу да ступи у мировне преговоре с њим, позивајући га да пређе у ислам. Ираклије је, страхујући од горе наведеног сценарија, наложио свом генералу Вахану да се не укључује у битку са муслиманима и чека његове наредбе. Међутим, Вахан је, као сведок свежих појачања за муслимане која су свакодневно пристизала из Медине, осећао да је присиљен да нападне муслиманске снаге пре него што постну прејаке. Ираклијева царска војска уништена је у бици код Јармука у августу 636., три месеца пре битке код Кадисије, чиме је окончала офанзиву римског цара на западу. Незадовољан, Јаздегерд је наставио да извршава свој план напада и концентрисао је војске у близини свог главног града Ктесифона. Велика сила стављена је под команду генерала и ветерана Ростама и сакупљена је у Валашабаду, близу Ктесифона. Примивши вести о припремама за масовни контранапад, Омар је наредио Мутани да напусти Ирак и повуче се до ивице Арабијске пустиње. Поход на Ирак ће затим бити извршен нешто касније.

## Муслиманске припреме за битку
Калиф Омар почео је да сакупља нове војске из целе Арабије са намером да поново изврши инвазију на Ирак. Омар је за заповедника ове војске именовао Сад ибн Аби Вакса, важног члана племена Куреиш. У мају 636. године, Саду је наређено да крене на Северну Арабију са контингентом од 4.000 ратника из свог логора у Сисри (близу Медине) и преузме команду над муслиманском војском, те да одмах крене даље у Ирак. Због свог неискуства као генерала, калиф Омар га је упутио да потражи савете искусних заповедника пре доношења критичних одлука. Омар му је послао наредбу да се заустави у Ел Кадисији, малом граду удаљеном 30 миља од Куфе.
Омар је наставио да издаје стратешке наредбе и команде својој војсци током похода. Због недостатка радне снаге, Омар је одлучио да укине забрану бившим отпадничким племенима Арабије да учествују у државним пословима. Прикупљена војска није била професионална, већ је била добровољачка формација састављена од новопримљених контингента из целе Арабије. Након одлучне победе против византијске војске на Јармуку, Омар је одмах послао наредбу Абу Убајди да пошаље контингент ветерана у Ирак. Сила од 5.000 ветерана који су учествовали у Бици код Јармука такође је послата у Кадисију, они су стигли другог дана битке код Кадисије. Ово се показало као велика прекретница и главни подстицај морала у муслиманској војсци. Битка код Кадисије водила се претежно између Омара и Ростама, а не између Сада и Ростама. Случајно, већину сасанидске војске чинили су и нови регрути пошто је већина редовних сасанидских снага уништена током битке код Валаџе и Улаиса.

## Бојно поље
Кадисија је био мали град на западној обали реке Атик, огранака Еуфрата. Ал-Хира, древна престоница династије Лахмида, била је тридесетак миља западно. Према данашњој географији, смештена је на југозападу од ел-Хиле и Куфе у Ираку.

## Распоред трупа
Савремене процене сугеришу да је величина сасанидских снага била око 50.000 до 100.000 људи, а муслимани око 30.000 људи, након што их је сиријски контингент ојачао другог дана битке. Ове бројке произилазе из проучавања логистичких способности бораца, одрживости њихових база операција и укупних ограничења људства који су утицали на Сасаниде и Арапе.

### Сасанидска Персија
Персијска војска је стигла Кадисију у јулу 636. и успоставила своје снажно утврђене логоре на источној обали реке Атик. Тамо се налазио снажан мост преко реке Атик, једини улаз у главне логоре Сасанида, иако су имали резерве на располагању за прелазак преко реке.
Сасанидска персијска војска, од око 60.000 људи, могла се поделити на три главне категорије: пешадију, тешку коњицу, и одреде сачињене од слонова. Јединице опремљене слоновима познате још и као индијски одреди, чији су слонови дресирани и доведени из Персијских провинција у Индији. Негде око 16. новембра 636. год, Сасанидска војска прешла је западну обалу Атика, а Ростем је разместио своје снаге од 45 000 војника пешадије у четири групе сваку на по 150 метара од друге. Своју коњицу од 15.000 коњаника једнако је разделио међу оне четири формиране гупе да би послужиле као резерва за контра напад и офанзиве. Код Кадисије је, изведено око 33 слонова, од тога по 8 слонова за сваку од четири формиране групе. Борбена линија дуж које су се судариле две војске протезала се целих 4 километра. Десним крилом сасанидских Персијанаца заповедао Хормузан, десним центром Јалинус, позадину је штитио Пирузан, а левим крилом је заповедао Михран. Сам Ростем сместио се на уздигнутом положају у сенци балдахина, у близини запане обале реке и налазио се иза десног центра, где је могао да ужива у широком прегледу који се пружао над бојиштем. Држећи у својој руци Дрерафш-е- (на Персијском: درفش کاویان, заставу Кавех'), заставу сасанидских Персијанаца. Ростам је разместио на равномерним растојањима једног до другог војника на простору који се протезао од бојишта до сасанидске престонице, Ктесифона, као би преносилили информације.

### Рашидуни
У јулу 636. главна муслиманска војска кренула је из Шарафа у Кадисију. Након успостављања логора, организовања одбране и обезбеђења речних глава, Сад је послао у више наврата мање групе у Сувад да изврше упаде. Сад је непрестано био у контакту са калифом Омаром, коме је послао детаљан извештај о географским карактеристикама земље у којој су се утаборили муслимани и земље између Кадисије, Мадина и региона у коме су Персијци концентрисали своје снаге. Муслиманска војска је у овом тренутку бројала око 30.000 људи, укључујући 7.000 коњаника. Њена снага порасла је на 36.000 људи након што ју је ојачао контингент из Сирије и локални савезници Арапа. Иначе Сад је боловао од ишијаса и имао је врења по цијелом телу. Због тога се сместио у старој краљевској палати у Кадисији одакле је руководио ратним операцијама и имао добар поглед на бојно поље. За свог заменика поставио је Халида ибн Урфута, који је извршавао његова упутства на бојном пољу. Пешадија Рашидуна била је распоређена у четири корпуса, сваки са својим коњичким пуком који је стајао у задњем делу за контранападе. Сваки корпус био је смештен око 150 метара од другог. Војска је била формирана на племенској и клановској основи, тако да се сваки човек борио поред познатих другова, тако да су племена била одговорна за сваку слабост.

#### Наоружање
Муслиманске снаге су носиле позлаћене кациге сличне сребрним кацигама сасанидских војника. Панцирна блуза (верижњача) се обично користила за заштиту лица, врата и образа, било као део кациге или као капа. Тешке кожне сандале као и римски тип сандала-чизама биле су типичне и за ране муслиманске војнике. Оклоп је укључивао очврслу кожну крљушт или ламеларни оклоп и верижњачу. Пешаци су били оклопљени оклопом веће тежине од оног који су носили коњаници. Користили су Хауберк (панцирну блузу верижњачу) и велики штит који је био од дрвета или исплетен од прућа а била су коришћена и дуга копља са осовином. Копље које су користили пешаци било је дугачко 2.5 метара, копље које је користио коњаник било је дугачко 5.5 метара.
Мачеви су коришћени у виду кратког пешадијског оружја као што су римски гладио и сасанидски дуги мач. Оба су носили обешене о појас. Лукови су били дугачки око два метра, отприлике исте величине као и познати енглески дугачки лук, максималног домета од око 150 метара. Рани муслимански стрелци били су стрелци пешадије који су се показали врло ефикасним против супротстављене коњице. Трупе на персијском фронту Сасанида биле су лако оклопљене у поређењу са рашидунским трупама распоређеним на византијском фронту.

## Битка
Арапи су се улогорили код Кадисија са војском која је бројала 30.000 људи током јула 636. године. Омар је наредио Саду да пошаље изасланике Јездигерду III и генералу сасанидске војске Ростаму Фарохзаду, позивајући их да пређу у ислам. Следећа три месеца су се преговори Арапа и Персијана наставили. На основу упутстава калифа Омара, Сад је послао посланство на персијски двор са упутама да сасанидског цара преведе у ислам или да га наговори да плати џизју. Ан Нуман ибн Мукарин је повео је муслиманског изасланика у Ктесифон и упознао се сасанидским царем Јездигердом III, али мисија није успела.
Током једног састанка, Јездигерд III, je са намером да понизи Арапе, наредио својим слугама да ставе кошару пуну земље на главу Асима ибн Амр eл Тамимија који је био један од чланова посланства. Оптимистични арапски амбасадор је овај гест протумачио следећим речима: "Честитамо! Непријатељ нам је добровољно предао своју територију "(поменувши земљу у кошари). Ростам, персијски генерал, заступао је поглед сличан Асим ибн 'Амру. Наводно је замерио Јездигерду III за кош са земљом, јер то значи да су Персијанци добровољно предали своју земљу муслиманима. Чувши то, Јездигерд III је наредио војницима да гоне муслиманске изасланике; и поврате корпу, међутим, емисари су у том тренутку већ били у свом базном кампу.
Како су се тензије на сиријском фронту смањиле, калиф Омар је наредио да се преговори зауставе. То је био отворен сигнал Персијанцима да се припреме за битку. Ростам Фарохзад, који је био у Валашабаду, разбио је логор код Кадисија. Међутим, био је склон да избегне борбе и још једном отворио мировне преговоре. Затим је Сад послао Раби бин Амира и касније Мугира бин Зурара на разговоре а након што су преговори пропали, обе стране су се припремиле за битку.

### Дан 1
Током 16. новембра 636. интервентни канал је затрпан и претворен у пут по Ростамовој наредби, а пре зоре цела персијска војска је прешла канал. Ростам се сада наоружао двоструким комплетом оклопа и потребним оружјем. Обе војске су стајале лицем у лице удаљене око 500 метара. Рашидунска војска била је распоређена тако да је била окренута североистоку, док је Сасанидска војска била распоређена тако штоје била окренута према југозападу и река јој је била у залеђу.
Битка је почела личним дуелима; Муслим Мубаризун је иступио напред и многи су убијени на обе стране. Муслиманске хронике бележе неколико јуначких дуела између шампиона Сасанида и Муслимана. Сврха ових двобоја била је спуштање морала противничке војске убијањем што више шампиона. Изгубивши неколико у дуела, Ростам је почео битку наредивши свом левом крилу да нападне десно крило муслимана.
Персијски напад почео је јаким пљусковима стрела, што је нанело знатну штету муслиманском десном крилу. Слонови су предводили јуриш са персијске стране. Абдулах ибн Ел Мутим, муслимански заповедник десног крила, наредио је Џарер ибн Абдулаху (командант десног крила коњице) да се обрачуна са слоновима Сасанида. Међутим, Џарерову коњицу је зауставила тешка коњаница Сасанида. Слонови су и даље напредовали, а муслиманска пешадија је почела да се враћа назад.
Сад је послао наређења Ел Ашат ибн Кајсу, команданту центра десне коњице проверио задатак да контролише напредак сасанидске коњице. Ел Ашат је тада повео коњицу која је појачала коњицу десног крила и покренула контранапад на боку левог крила Сасанида. У међувремену, Сад је послао наређења Зухра ибн Ел Хавији, заповеднику десног центра муслимана, да отпреми пешадијски одред за појачање пешадије десног крила. Пешадијски одред који је био послат под Хамал ибн Маликом помогао је пешадији десног крила да покрене контранапад против Сасанида. Лево крило Сасанида повукло се под фронталним нападом пешадије муслимана десног крила појачаног пешадијским одредом из десног центра и бочним нападом муслиманске коњице, ојачан коњичким одредом из десног центра.
Када је одбијен његов почетни напад, Ростам је наредио свом десном центру и десном крилу да напредују против муслиманске коњице. Муслиманско лево крило и леви центар прво су били подвргнути снажној нападу сасанидских срелаца, након чега је уследо јуриш десног крила и десног центра Сасанида. Још једном, корпус слонова је предводио јуриш. Муслиманска коњица, на левом крилу и на левом центру, већ у паници због јуриша слонова, била је потиснута комбинованом акцијом тешке коњице Сасанида и слонова.
Сад је послао поруку Асиму ибн Амру, заповеднику левог центра, да надвлада слонове. Асимова стратегија била је да савлада стрелице на слоновима и пресече траке седла. Асим је наредио својим стрелцима да убију људе на слоновима и наредио пешадији да пресече појасеве седла. Тактика је функционисала, док су Персијанци повлачили слонове, муслимани су извршили противнапад. Десно средиште војске Сасанида повукло се након чега је уследило повлачење целог десног крила. До поподнева су такођ одбијени персијски напади на муслиманско лево крило и леви центар. Сад је, да би искористио ову прилику, наредио још један контранапад. Тада је муслиманска коњица извршила јуриш са бокова пуном снагом, што је била тактика позната као Кар ва фар. Муслиманске нападе је на крају одбио Ростам, који је лично упао у борбу, а прича се да је задобио неколико рана. Борбе су се завршиле у сумрак. Битка је била неупадљива, са знатним губицима на обе стране.
У муслиманским хроникама, први дан битке код Кадисије познат је под именом Јавм ел Армат (يوم ارماث) или „Дан нереда“.

### Дан 2
У току 17. новембра, као и претходног дана, Сад је одлучио да започне дан с Мубаризунима како би нанео максималну штету по морал и самопоуздање Персијанаца. У подне, док су ови двобоји још трајали, муслиманској војсци је стигло појачање из Сирије. Прво је стигла претходница под Ел Кака ибн Амр ел Тамимијем, а затим главнина војске под његовим заповедником Хашим ибн Утбом, Садовим нећаком. Кака је своју претходницу поделио у неколико мањих група и упутио их да стигну до ратишта једна за другом остављајући утисак да је стигао веома велики контингент појачања. Ова стратегија је имала врло деморализирајући ефекат на персијску војску.
Данас се сматра да је Кака убио персијског војсковођу Бахмана, који је заповедао сасанидском војском у Бици код Моста. Како тог дана није било слонова међу борбеним снагама Сасанида, Сад је покушао да искористи ову прилику и да евентуално дође до пробоја, па је наредио општи напад. Сва четири муслиманска корпуса надирала су напред, али Сасаниди су чврсто стајали и одбили поновљене нападе. Током ових јуриша, Кака је прибего генијалном начину камуфлирања камила како би изгледале као необична чудовишта. Ова чудовишта су се преселила на сасанидски фронт; видевши их, сасанидски коњи су се окренули и укопали у месту. Дезорганизација сасанидске коњице оставила је рањивим леви центар њихове пешадије. Сад је наредио муслиманима да појачају напад. Ка ка ибн Амр, који је управљао муслиманском војском сад преузео улогу запведника на бојишту, планирао је да убије Сасандидског заповедика Ростама, и предводио је групу Мубаризуна, из свог Сиријског контигента који су такође били и ветерани битке код Јармука, кроз Сасанидски центар право према Ростамовом седишту(штабу). Ростам је још једанпут лично предводио контра напад против муслимана, али се никакав пробој није успео постићи. У сумрак, обе војске су се повукле назад у своје логоре.

### Дан 3
Дана 18. новембра трећег дана битке, Ростам је желео да оствари брзу победу пре него што муслиманима пристигну нова појачања. Одред сачињен од слонова се и овога пута нашао на челу сасанидске војске, пружајући јој предност. Користећи ову предност, Ростам је наредио општи напад дуж линије са муслманском војском користећи при том сву снагу да нанесе удар. Сва четири сасанидска одреда су се кретала напред и ударала муслимане у њихове предње линије. Персијски напад започет је уобичајеним плотуном стрела и других пројектила. Муслимани су претрпели велике губитке пре него што су  њихови стрелци успели да одговоре на напад. Персијски одред сачињен од слонова још је једном повео јуриш, подржан од стране своје пешадије и коњице. Приликом приближавања сасанидских слонова, муслимански јахачи су поново постали нервозни, што је довело до збрке у муслиманским редовима. Том приликом су Сасаниди извршили напад на шта су им муслимани узвратили.
Кроз празнине које су се појавиле у редовима непријатеља као резултат налета Сасанида, Ростам је послао јединицу коњаника да заузме стару палату у којој је био стациониран главни заповедник муслиманских снага Сад. Ростамова стратегија је била да муслимански врховни заповедник буде убијен или заробљен у циљу деморализације муслимана. Међутим, јака групација муслиманске коњице је појурила на то место и отерла сасанидску коњицу.
Сад је утврдио да постоји само један начин да се победи у бици: уништити одред сасанидских слонова који је изазвао највећу пустош међу муслиманским редовима. Издао је наредбу према којој су слонови требало да буду надјачан тако што би били заслепљени и тако штоби м се засецале ноге. Након дуге борбе муслимани су коначно успели да осакате или нанесу слоновима повреде што је чиме су успели да их принуде на повлачење. Затим су слонови који су сачињавали одред престрављени кренули у јуриш кроз сасанидске линије потискујући их ка реци. Налет слонова изазвао је велику пометњу у редовима Сасанида. До поднева ниједан од слонова није остао на бојном пољу. Да би још више искористио ову ситуацију, Сад је наредио општи напад и две војске су се поново сукобиле. Упркос поновљеним јуришима муслимана, Сасаниди су се држали на свом положају. У недостатку персијских слонова, муслимани су још једном довели камиле, камуфлиране као чудовишта. Трик овог пута није успео, а персијски коњи су остали на свом месту.
Трећи дан битке био је најтежи за обе војске. Било је тешких жртава на обе стране, а бојно поље је било посуто телима погинулих ратника. Упркос умору након три дана борбе, војске су наставиле борбу, која је беснила кроз ноћ и завршила се тек у зору. То је постала битка исцрпљивања, а обе стране биле су на ивици распада. Садова стратегија била је да збрише Персијанце и приграби себи победу. У муслиманским хроникама трећи дан битке познат је као Јаум ул Амас, а ноћ као Лаилат ул Харир, што значи "Ноћ буке".

### Дан 4
У свитање 19. новембра 636, борба је била прекинута, али битка битка још увек није била одлучена. Ка ка је уз сагласност Сада, сада понашао као заповедник муслиманских снага на бојишту. Према извештајима он се обратио својим људима следећим речима: 
Ако се будемо борили сат времена или можда мало више, непријатељ ће бити побеђен. Дакле, ратници племена Бану Тамим учиниће још један покушај и непријатељ ће бити побеђен. 
Леви део центара муслиманских снага предвођен од стране Ка ке похитао је силовито напред и напао сасанидски леви центар, и био подржан свеопштим нападом осталих муслиманских снага. Сасаниди су били изненађени поновим обнављањем борбе. Сасанидско лево крило и леви део центра били су одбачени назад. Кака је поново повео групу Мубаризана против Сасанидског левог центра и до поднева, он и његови људи успели су да се пробију кроз сасанидски центар.

## Коначна битка
Последњег дана битке, Ростам је убијен, што је наговестило пораз Персијанаца. О његовој мистериозној смрти постоји више извештаја: 
1. Кака и његови њуди одјурили су ка сасанидском табору. У међувремену, усред пешчане олује која је тада наступила, Ростам је пронађен мртав са преко 600-тина рана по телу.[16] Али Персијанци нису ни били свесни његове смрти, па су наставили да се боре. Сасанидско десно крило је у против удару повратило своју раније изгубљену позицију, тако да се муслиманско лево крило вратило на своју првобитну позицију. Муслимански леви део центра, који се сада налазио под Какином командом, нако што је одбио да прихвати подршку свог левог крила, такође се повукао на свој почетни положај.[10] Сад је сада наредио главни напад на сасанидску линију како би отерао Персијанце, обесхарбрене смрћу свог харизматичног предводника. Током послеподнева муслимани су покренули још један напад.

1. Последњег дана битке персијска војска се суочила са пешчаном олујом. Ростам је лежао поред камиле како би се заклонио од олује, док је камила била натоварена оружјем као што су секире, буздовани и мачеви,[16] Хилал ибн `Улафа је случајно пресекао појас са теретом који се налазио на камили, не знајући да је Ростам иза и испод ње.[16] Оружје је пало на Ростама и сломило му кичму оставивши га напола мртвог и парализованог. Хилал је Ростаму одсекао главу и викао "Кунем се богом Кабе да сам убио Ростама." Шокирани док је глава њиховог легендарног војсковође висила пред њима, Персијанци су били деморализовани, а заповедници су изгубили контролу над војском. Многи персијски војници су убијени у хаосу који је тада уследио, а многи су побегли кроз реку и на крају се остатак војске предао.[16] Овај развој догађаја је одбачен као мало вероватан због бројних проблема са причом, укључујући присуство сумњивих књижевних уређивања и опште недоследности у нарацији.[19]

1. У Верзија по Јакубију пише да су Дирар бин Ел Азвар, Тулаиха, Амру бин Мади Јакриб и Курт бин Џама ел Абди открили леш Ростама Фарохзада.[20]

1. Још једна верзија каже да је Ростам убијен током појединачне борбе са Садом током које је први убијен, јер га је песком олуја привремено заслепила. Међутим, као и код Ел Табарија, вероватно је то тврдња неких каснијих пиповедача.[19]

Сасанидски фронт, се након што пружио последњи отпор, коначно срушио; део сасанидске војске се повукао на организован начин, док се остатак панично повукао ка реци. У овој фази је Галиније преузео команду над оним што је остало од сасанидске војске и преузео контролу над главом моста, успевши да главнину војске безбедно пребаци преко моста. Битка код Кадисије је била завршена, и муслимани су однели победу. Сад је послао коњичке одреде у разним правцима да прогоне Персијанаце. Страници који су се нашли муслиманима на путу били су или убијени или заробљени. Током великих потера које су уследиле Сасанидима су били нанети велики губици.

## Последице
Победом у овој бици арапски муслимани су дошли до великог плена укљључујући чувени краљевски барјак уграшен драгуљем, познатим као Дерафш е-Кавејан ('застава Кавех'). Драгуљ је затим исечен на комаде и тако био продаван у Медини. Арапски борци су постали познати као "ахл ел Кадисија" и уживали су највећи углед од свих каснијих арапских досељеника Ираку и његовом важном гарнизонском граду, Куфи. 
Једном када се битка за Кадисију завршила, Сад је послао извештај о победи муслимана Омару. Битка је из темеља потресла сасанидску власт у Ираку, али то није био крај њихове владавине над Ираком. Све док су Сасаниди држали свој главни град Ктесифон, увек је постојала опасност да у неком погодном тренутку покушају да поврате оно што су изгубили и протерају Арапе из Ирака. Калиф Омар је тако послао упутства Саду да би као наставак битке код Кадисијеје муслимани требало да напредују и да заузму Ктесифон. Опсада Ктесифона је трајала два месеца, а град је коначно заузет у марту 637. године. Муслиманске снаге освојиле су персијске провинције све до Кузистана. Освајање су, међутим, успорили јака суша у Арабији 638. и куга на југу Ирака и Сирије 639. године. Након тога, калиф Омар пожелео је да заустави освајања на неко време као би се позабавио уређењем освојених територија и желео је да остатак Персије препустити Перзијанцима. Извесно је да је Омар рекао:
Волио бих да између нас и Персијанаца постоји планина ватре, тако да ни они не би могли доћи до нас, а ни ми њима.
Међутим из персијског угла, била је то чиста супротност, једна од највећих срамота, понижења и презрења. Понос царства Сасанида био је додатно повређен Арапским походом на Ирак, након чега су наставили своју борбу са намером да поврате изгубљене територује. Тако је покренут велики персијски контранапад који је затим био одбијен у бици код Нахаванда, која се одиграла у децембру 641. год.
Након тога, Омар је планиаро општу инвазију Сасанидског Персијског царства како би потпуно покорио иначе свог заклетог непријатеља. Последњи персијски цар био је Јаздигерд III, који је убијен 635. год. за време владавине калифа Османа. Његова смрт званично је означила крај сасанидске царске лозе и царства. 

## Дугорочни утицај
Битка на Ел-Кадисији једна је од одлучујућих битака у светској историји јер је довела до престанка постојања вишевековног Персијског царства, тадашње светске силе. Истина муслимани ће имати још једну велику борбу пар година после у бицки код Нихаванда, али битка код Кадисији је задала одлучујући ударац Персијском царству јер су главне персијске војсковође Ростем Фарухзад и Бехмен Џедудеј погинули (једино је Хормузан успео да се спасе). Такође убрзо након битке код Кадисије муслимани су заузели престоницу Сасанидског царства. Ово је са једне стране означио крај једне цивилизације јер је стару персијску веру постепено заменио ислам, али са друге стране персијска односно иранска цивилизација и култура је дала веома снажан печат исламској цивилизацији. Персијска архитектура, уметност, и научници су заједно са Арапима били предводници исламске цивилизације у вековима који су уследили.